# Toulouse Lautrec (formație)

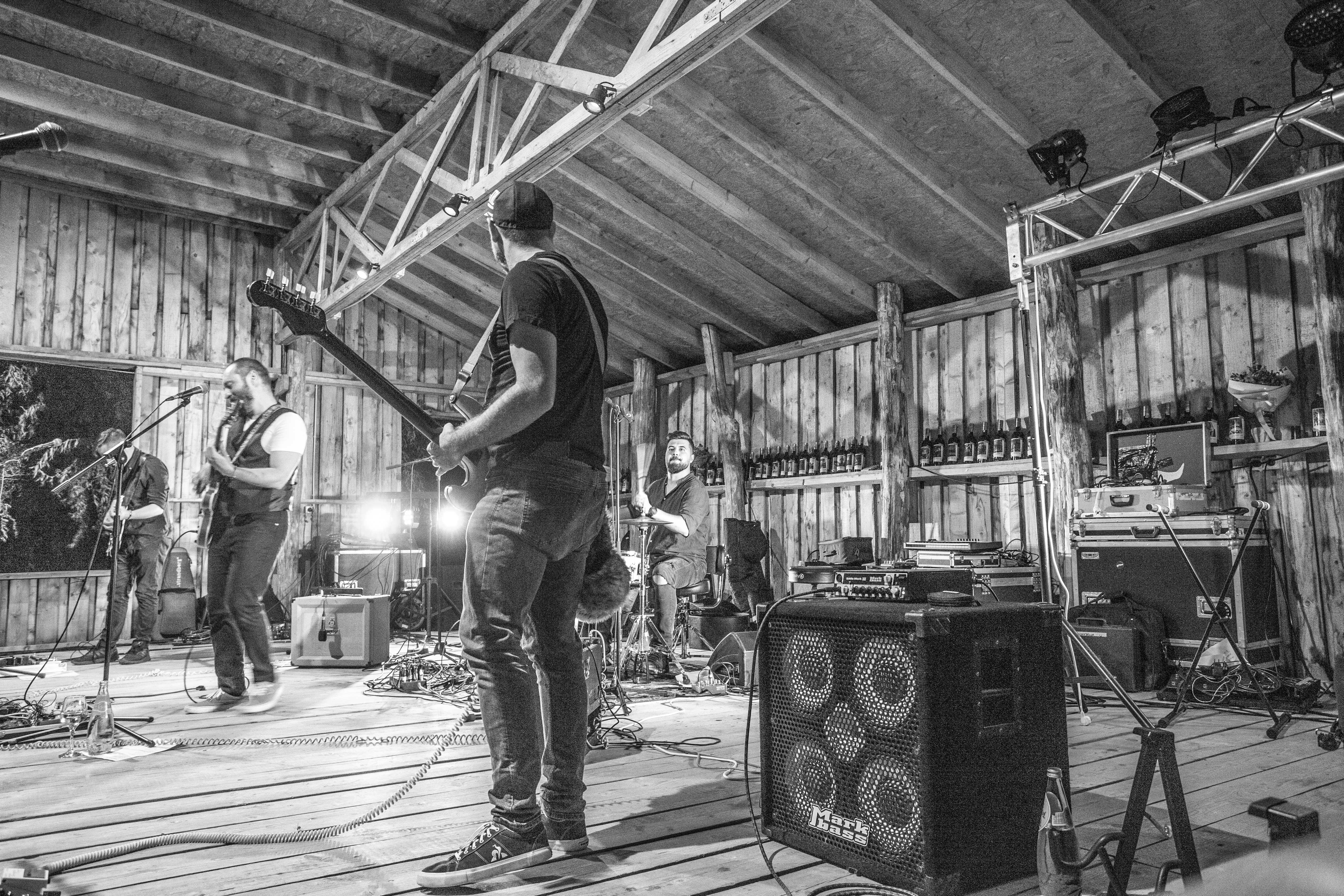
Toulouse Lautrec live la Marcea

Toulouse Lautrec este o trupă rock românească fondată în 2009, încadrată adesea în genurile Alternative Rock, Indie Rock.

## Biografie
Toulouse Lautrec au compus în engleză, franceză și română. Single-urile lor au ajuns în topurile muzicii independente din România, câteva dintre ele ajungând pe locul 1 ("Te Spun", "Yesman", "Domino", "Iubita mea doarme" ). Au cântat la festivaluri populare (B'estfest, Felsziget Peninsula, Ursus Experience, Liveland, Untold, Shine, In Transylvania, Fete de la Musique, FishEye Fest, Street Delivery, Vienna Waves în Austria, Snowfest în Franța, Sun-Day Fest - Rep. Moldova) și la festivaluri de film (Shorts Up, Future Shorts, Festivalul European de Film) sau de literatură (Budapesta - Ungaria, Cracovia - Polonia), Ingolstadt (DE) - Festivalul Dunării. În timpul flash mob-ului de lansare a modelului Ford B-Max (2012), au apărut cântând în mașină, iar premiera filmului Iron Man 3 (2013) a fost acompaniată de un scurt concert Toulouse Lautrec. Ocazional, au cântat în păduri, în săli de operă, în galerii de artă, într-o ambulanță sau pe o mașină de pompieri. În afară de diverse sesiuni radio și emisiuni TV (unplugged sau nu) Toulouse Lautrec a fost prezent în celebrul MTV Unplugged în aprilie 2013.
https://www.icr.ro/paris/toulouse-lautrec-prefateaza-muzical-festivalul-filmului-european

## Albume[4][5]
1. 2023 - A fost sau n-a fost
2. 2019 - X
3. 2015 - Dejun pe iarbă
4. 2013 - Extraordinar
5. 2011 - Heroes

2023 - A fost sau n-a fost
"Albumul “A fost sau n-a fost” este producția din pandemie a trupei Toulouse Lautrec. Este un album scris organic, precum un film care se desfășoară în fața ochilor, ca o realitate ce odată depășită își pune la îndoială adevărul propriei existente. Au fost sau nu au fost acești ani din urmă? Ni s-a întâmplat cu adevărat tot ce ni s-a întâmplat, am fost noi aceia sau nu? Textul “Vecinul”, atașat acestui album este un scenariu pe care vocalul trupei l-a scris în 2015. Textul este unul complementar albumului și a fost atașat pentru că vecinătatea este un fenomen de care ne-am lovit în ultimii ani atât din punct de vedere individual cât și național. Textul funcționează în sine dar ține și de un trecut subiectiv și de relația dintre oameni cu tot ce-i face diferiți până la conflict sau asemănători până la empatie și dragoste. Așadar avem, la fel ca în campaniile publicitare, doi într-unul. Avem un album care vorbește în mod complex despre dragoste, singurătate și societate dar și un text care vine în completare, abordând problema sănătății mintale și a vieții în societate sau în afara ei. Așa cum întotdeauna au zis Toulouse Lautrec la lansarea albumelor lor: “Acesta este un album precum viața". “A fost sau n-a fost?” este un album care te poartă prin stări diferite, este o întrebare dar este și un răspuns la diferite trairi din viața individului, din viața fiecăruia dintre noi. “Concluzia a fost: de azi e weekend și a fost toată viața, until the end.".”
Recordings: https://www.greenvillemusic.ro/
Produced by: Mihai Vasile (Angus), Bogdan Dragomiroiu
Music by: Cătălin Rulea, Toulouse Lautrec
Lyrics, texts: Cătălin Rulea
Photos, artwork: creativelaboratories.ro
Toulouse Lautrec:
Cătălin Rulea – Vox, chitară, Piano
Bogdan Dragomiroiu –  Drums
Calin Radu – chitară bas
Alex Costan – chitară
Chitară bas: Fabian Prelipcean
(Revin în 5 minute, Gravitation, Fata cu ochii verzi, Iubita mea doarme)
Chitare suplimentare: Mihai Vasile
(Nu mai am cuvinte, E timpul să fiu campion, A fost sau n-a fost?)
Additional piano: Raluca Strîmbeanu
(Intro – Iubita mea doarme)
Release Date: 2-2-2023
Gen: Alternative Rock, Indie Rock

### Tracklist
Intro
01. Nu mai am cuvinte
Intermezzo 1
02. A fost sau n-a fost? 
03. Gravitation
Intro Fata cu ochii verzi
04. Fata cu ochii verzi
Intro Iubita mea doarme
05. Iubita mea doarme
06. Ce zi este astăzi
Intermezzo 2
07. De ce trec norii?
Intermezzo 3
08. Revin în 5 minute (cu Victor Rebengiuc)
Intermezzo 4
09. E timpul să fiu campion
10. O zi bună
11. Sâmbăta devreme

2019 - X
Cătălin Rulea aka Apartman (Voice, chitară)
Bogdan Dragomiroiu aka Green (Drums)
Fabian Prelipcean aka FABJAN (chitară bas)
Alexandru Costan aka Xero (chitară, voce de fundal)
All songs composed by Cătălin Rulea and arranged by Toulouse Lautrec
Sound engineer: Bogdan Dragomiroiu & Vlad Stoicescu
Recorded and mixed @ https://www.greenvillemusic.ro/
Additional recording: creativelaboratories.ro
Artwork: creativelaboratories.ro
Photos: wolfeye, creativelaboratories.ro
Additional musicians: Alex Gavril (chitară), Emanuel Munteanu (chitară bas), Cătălin Gorgon (Trumpets), James Laffite (Trumpets – Païaka – FR), Mihai Mititescu (keyboards)
Artist: Toulouse Lautrec
Release Date: 23-5-2019
Genres: Alternative Rock, Indie Rock
1. Lansam Speranta
2. Smecherul Din Tine
3. Pot Sa Merg Si Singur
4. O Lume Mai Buna
5. Pe Maidan
6. Pasager
7. Lari Conga
8. August In Doi
9. Cine Este Ea
10. La Inceput

2015 - Dejun pe iarbă
Artist: Toulouse Lautrec
Release Date: 14-10-2015
Genres: Alternative Rock, Indie Rock
1. Dejun Pe Iarba
2. Camera 203
3. Istanbul
4. Tot Ce Ai Tu
5. Aur
6. Viata E Frumoasa
7. A Doua Zi
8. I Come From A Star
9. Nu Se Termina Asa
10. Panzele Albe
2013 - Extraordinar
Artist: Toulouse Lautrec
Label: SOFT RECORDS
Release Date: 10-10-2013
Genres: Alternative Rock, Indie Rock
1. Extraordinar
2. Burn
3. Irrational
4. Deadman
5. Nopti Albe
6. Haile Gebresselasie
7. My Neighbour
8. Lumea-I Un Sat De Vacanta
9. Greenman
10. Where Was My Mind
11. White Crocodile
12. House Trance Disco Dance
13. You
14. Poetul Mecanic

2011 - Heroes
Artist: Toulouse Lautrec
Label: A&A RECORDS
Release Date: 9-10-2011
Genres: Alternative Rock, Indie Rock
1. Manifesto
2. Apartman
3. Domino
4. Blackie Male
5. Dizzy Rubber Wheel
6. Pno
7. 1-2-3
8. Barman
9. Te Spun
10. Hold On
11. Steward
12. Someone Took Life As It Came
13. When I'm Alone
14. Wonders
15. Yesman
16. Red And Blue
https://www.discogs.com/artist/2527118-Toulouse-Lautrec
http://www.bestmusic.ro/toulouse-lautrec/discografie-toulouse-lautrec/ Arhivat în 27 iulie 2023, la Wayback Machine.
https://www.infomusic.ro/artist/toulouse-lautrec/

## Recenzii
https://www.maximumrock.ro/toulouse-lautrec-dejun-pe-iarba/
https://www.infomusic.ro/recenzie-concert/toulouse-lautrec-concert-rock-extraordinar-poze/
https://www.scena9.ro/article/toulouse-lautrec-valeria-stoica-zimbru
http://czb.ro/articol/2645/